# 深沢和帆
深沢 和帆（ふかさわ かずほ、1983年9月16日 - ）は、山梨県甲斐市出身の元プロ野球選手（投手）。左投左打。

## 経歴

### 高校・大学・クラブチーム時代
駿台甲府高卒業後、東亜大学に進学し中国地区大学野球連盟に加盟している野球部に入部する。2年時に、外野手から投手に転向するが、ベンチ入りも出来なかったショックで中退。その後は、地元の社会人野球・クラブチームである山梨球友クラブでプレーしていた。
しかし、「投手としての自分をまだ試し切っていない」と四国アイランドリーグのトライアウトを受験し、2005年3月25日に香川オリーブガイナーズへの入団が決定した。

### 独立リーグ時代
1年目の2005年は、制球難に苦しみ結果を出すことが出来なかったが、2年目の2006年は監督、コーチの助言をきっかけに急成長を遂げた。リーグ戦では主にセットアッパーとして起用され、防御率1.01を記録して、最優秀防御率のタイトルを獲得、チームの総合優勝に貢献した。NPB2軍との交流戦でも好投して、NPBスカウトの注目の的になった。
2006年のプロ野球ドラフト会議で、読売ジャイアンツから5巡目指名を受け入団。アイランドリーグからは初のドラフト指名選手の1人となった。投手歴は3年余りと短く、荒削りな素材であったが、今後の飛躍が期待された。

### ジャイアンツ時代
2007年は、シーズン前に脇腹を痛め、一軍登録には至らなかった。シーズン終了後、11月から12月にかけて三木均とともにドミニカ共和国のウィンターリーグに参加した。現地での評価は悪くなかったが、日本プロ野球選手会の協定により12月1日以降は試合出場ができないため、実戦での登板機会は3試合（1回1/3）にとどまった。
2008年は、二軍で7試合の登板に留まり、防御率7.71の結果に終わり、11月5日に戦力外通告を受けた。
一時は『週刊ベースボール』に「会社員として再出発」と報じられたが、2009年2月25日に古巣の香川オリーブガイナーズに復帰することが発表された。背番号は旧所属時代の25番ではなく、前年限りで引退した松尾晃雅がつけていた30番となる。アイランドリーグからNPBに進んだ後に、再びアイランドリーグに復帰する選手は深沢が初めてである。

### 独立リーグ復帰後
2009年は、シーズン中に左ひじを痛め長期療養が必要になったため、9月10日付で球団との契約を解除し、練習生として治療とトレーニングに当たることになった。同年の成績は20試合に登板して2勝4敗、防御率3.89であった。12月17日に、来季は香川球団と選手契約を結ぶことが発表されたが、翌年3月のキャンプイン時点では未契約で練習生であった。
2010年3月15日に正式に今期の契約を締結する。しかし、成績は芳しくなく7月3日に戦力外通告を受け、現役引退。

### 引退後
2010年9月、香川球団が中学3年生を対象とした「香川オリーブガイナーズ・ベースボールアカデミー」の監督に就任した。2010年度のアカデミーは2011年3月に終了し、2011年度も引き続き指導に当たったが、7月22日に石毛博史の監督就任に伴い、深沢は投手コーチとなることが発表された。なお、アカデミーは2012年度で休止となっている。
その後は、山梨県に戻り2015年は南アルプス硬式野球クラブで一時的に現役復帰したが、同年8月から母校・駿台甲府高の監督に就任した。同高校の事務職員として勤務しながら、監督を務めていた。しかし、2018年の春季県大会終了後、一部の3年生部員と指導法をめぐって見解の相違が発生。6月に辞任を申し出て、高校からも退職した。また、部長の奥山昭隆も同時に辞任している。

## 選手としての特徴・人物
MAX146km/hの伸びのあるストレートとチェンジアップを武器とするサウスポーである。巨人時代にはフォームをサイドスローに変更、そしてアンダースローにも挑戦していた。香川への復帰後はフォームを以前のオーバースローに戻している。
巨人時代の背番号59には「剛球」と言う意味が込められていた（スカウト談）。
独立リーグ時代にレタス農家で働いていたことから、巨人入団後に「レタス畑の星」として取り上げられ、話題を呼んだ（二宮清純著「プロ野球の一流たち」）。

## 詳細情報

### 年度別投手成績
- 一軍公式戦出場なし

### 独立リーグでの投手成績
| 年度      | 球団      | 登 板 | 完 封 | 勝 利 | 敗 戦 | セ ｜ ブ | 勝 率 | 投 球 回 | 与 四 球 | 与 死 球 | 奪 三 振 | 自 責 点 | 防 御 率 |
| --------- | --------- | ----- | ----- | ----- | ----- | -------- | ----- | -------- | -------- | -------- | -------- | -------- | -------- |
| 2005      | 香川      | 34    | 1     | 2     | 4     | 0        | .333  | 68.2     | 44       | 2        | 55       | 23       | 3.02     |
| 2006      | 香川      | 33    | 1     | 5     | 2     | 4        | .714  | 80.1     | 36       | 1        | 93       | 9        | 1.01     |
| 2009      | 香川      | 20    | 0     | 2     | 4     | 0        | .333  | 34.2     | 34       | 2        | 40       | 15       | 3.89     |
| 2010      | 香川      | 5     | 0     | 0     | 1     | 0        | .000  | 11.2     | 5        | 2        | 9        | 5        | 3.86     |
| 通算：4年 | 通算：4年 | 92    | 2     | 9     | 11    | 4        | .450  | 195.1    | 119      | 7        | 197      | 52       | 2.40     |

- 各年度の太字はリーグ最高

### 独立リーグでのタイトル
- 最優秀防御率：1回 （2006年）

### 背番号
- 25 （2005年 - 2006年）
- 59 （2007年 - 2008年）
- 30 （2009年 - 2010年）